# INSRR
INSRR‏ (Insulin receptor related receptor) هوَ بروتين يُشَفر بواسطة جين INSRR في الإنسان.